# ادوارد جونز (بازیکن لاکراس)
ادوارد جونز (انگلیسی: Edward Jones; تاریخ ورودی نامعتبر است – ۱۷ نوامبر ۱۹۵۱) بازیکن لاکراس اهل بریتانیا بود.